# مقاطعة غارفيلد (مونتانا)
مقاطعة غارفيلد (بالإنجليزية: Garfield County)‏ هي إحدى مقاطعات ولاية مونتانا في الولايات المتحدة الأمريكية.